# Tatra T5B6
Татра Т5Б6 — чехословацкий односекционный четырёхосный трамвайный вагон для одностороннего движения со всеми управляемыми осями; электрооборудование с импульсным регулированием. Выпускался АО «ЧКД Татра» Прага — Смихов в 1976 г. Всего построено 2 вагона. Эти вагоны эксплуатировались в Чехословакии и СССР.

## История
В 1970-е гг. ЧКД Татра Прага — Смихов занялась проектированием линейки новых трамвайных вагонов T5, отличавшихся современным рубленным дизайном, электронным электрооборудованием и более просторными кузовами. Для одного из самых крупных экспортеров ЧКД — СССР была разработана модель трамвайного вагона Т5Б6. Отличительными особенностями этой модели являются увеличенная ширина кузова 2600 мм и электрооборудование TV2 тиристорно-импульсного регулирования тяговых электродвигателей TE 022H.
В 1976 г. были изготовлены 2 опытных образца нового трамвайного вагона, которые имели небольшие несущественные различия в конструкции. Испытания новой модели сначала проводились в Праге, где вагонам были присвоены инвентарные номера 8009 и 8010, однако из-за увеличенной ширины кузова новой модели в Праге нельзя было провести полный цикл испытаний вагонов, и они были переданы на линию скоростного трамвая в Мост для продолжения испытаний. Поскольку вагоны предназначались для СССР, то в 1978 г. они были переданы в Калинин для пробной эксплуатации в течение одного года. После года работы в Калинине вагоны были возвращены в Мост, а СССР высказал отказ на предложение замены поставляемых вагонов модели T3 на более современные Т5Б6, аргументировав это большой шириной кузова, нестабильной работой тиристорно-импульсных преобразователей и высокой ценой новой модели.
2 вагона модели Т5Б6 работали в Мосте до конца 1980-х гг. Им были присвоены новые инвентарные номера 272 (бывший 8009) и 273 (бывший 8010). В 1990 г. оба вагона были списаны. Трамвайный вагон с инвентарным номером 273 был сохранен в виде музейного экспоната, а 272 разобран на запчасти для обеспечения работы музейного.

## Статистика
В 1976 г. было выпущено 2 трамвайных вагона T5Б6.

### Чехия
| Город | Тип  | Годы выпуска | Количество | Парковые номера | Комментарии |
| ----- | ---- | ------------ | ---------- | --------------- | ----------- |
| Мост  | Т5Б6 | 1979         | 2          | 272, 273        |             |